# Гатчинский лицей № 3
Га́тчинский Лице́й № 3 и́мени Геро́я Сове́тского Сою́за А. И. Перегу́дова — муниципальное бюджетное общеобразовательное учреждение в Гатчине (Ленинградская область). Входит в список 500 лучших школ России.

## История
Школа № 3 в Гатчине была открыта 1 сентября 1976 года. Она расположилась в новом трёхэтажном кирпичном здании в микрорайоне Хохлово поле, который к тому времени активно застраивался. По проекту школа была рассчитана на 1230 учащихся, но в первый год в неё пришли учиться 1543 ученика. Педагогический коллектив был сформирован из учителей школ № 9, 10 и базовой школы педагогического училища. Директором школы стал заслуженный учитель России Пётр Васильевич Булкин.
В 1986 году директором школы стала заслуженный учитель России Людмила Ивановна Ермакова, а в 1987 году — Евгений Эдуардович Линчевский. В 1990 году впервые в Ленинградской области учебный год был разделён не на 4 четверти, а на 3 триместра. Активно стала развиваться предметная специализация.
В 1991 году школе был присвоен статус школы-лицея. В 1994 году Е. Э. Линчевскому было присвоено звание заслуженного учителя России. В 1999 году введена в действие пристройка к школе, что позволило перейти на односменный режим обучения.
30 апреля 2008 года решением совета депутатов Гатчинского муниципального района Лицею было присвоено имя Героя Советского Союза Алексея Ивановича Перегудова.

## Учебный процесс
В лицее сформировано 33 класса, в которых обучаются 856 детей. В лицее действует предметная специализация по направлениям естественно-научного, технологического, филологического, индустриально-технологического и социально-экономического профиля. В лицее впервые в Ленинградской области введено преподавание курса экономики.
В лицее работают 80 учителей, в том числе 2 кандидата наук, 3 Заслуженных учителя России, 4 Соросовских учителя, 1 лауреат Всероссийского конкурса «Учитель года». Лицей также предоставляет площадку для лекционных и практических занятий сотрудникам Петербургского института ядерной физики РАН. Ежегодно с 1999 года при лицее проводится летняя научная школа «Новые имена в науке» с участием специалистов из ПИЯФ и Санкт-Петербургского университета; традиционным стал также лицейский экологический летний лагерь.
В 2008 году лицей стал участником эксперимента по внедрению пакета свободного программного обеспечения в образовательный процесс.

## Достижения
В 2011 году результаты ЕГЭ в лицее оказались самыми высокими по Ленинградской области (по утверждению директора лицея, и в целом по России).
Лицей традиционно входит в число лидеров на городских предметных олимпиадах; так, в 2002/03 учебном году учащиеся лицея завоевали в городских олимпиадах больше половины всех призовых мест. Успешно выступают учащиеся лицея на астрономических олимпиадах. В 2008 и 2001 годах воспитанники лицея становились призёрами Всероссийской олимпиады по астрономии, а в 2008 году ученица лицея Маша Волобуева стала победительницей XIII Международной олимпиады по астрономии в Триесте. Также завоёвывались призовые места на других Всероссийских предметных олимпиадах, в частности, по информатике.